# Лесной царь (роман)
«Лесной царь» (фр. Le Roi des aulnes) — второй роман Мишеля Турнье, изданный во Франции в 1970 году, был отмечен Гонкуровской премией.

## Содержание
В основе этого символического романа лежат аллюзии на древнегерманские легенды о Лесном царе, похитителе и убийце детей, и идею так называемой «фории», носительства. Первая часть повествования представляет собой дневник главного героя Авеля Тиффожа, называющего себя Детоносцем, из его предвоенной жизни во Франции, вторая — рассказ от третьего лица о его пребывании в немецком плену во время Второй мировой войны.
Авель Тиффож воспитывается в школе-пансионате святого Христофора. Затем около десяти лет живёт с виду обычной жизнью. После начала Второй мировой войны и мобилизации занимается почтовыми голубями, а затем попадает в плен. Через некоторое время становится помощником егеря Геринга. К 1945 году по стечению обстоятельств попадает в школу для юнгштурмовцев в замке Кальтенборн. Он свозит в замок крестьянских детей со всех окрестных деревень, за что получает прозвище Людоед из Кальтенборна.
В последние дни войны погибает в болоте, спасая еврейского мальчика, освобождённого из концентрационного лагеря.

## Экранизация
В 1996 году режиссёр Фолькер Шлёндорф поставил по этому роману фильм «Лесной царь» (англ. The Ogre, нем. Der Unhold), главную роль в котором сыграл Джон Малкович.